# Demokratska narodna zajednica Bosne i Hercegovine
Demokratska narodna zajednica Bosne i Hercegovine politička je stranka u Bosni i Hercegovini. Nastala je 1993. godine u Velikoj Kladuši, kao rezultat neslaganja s politikom SDA-a i njegova vodstva u Sarajevu. Osim krila SDA-a na čelu s Fikretom Abdićem Babom, novoformiranoj stranci pristupaju i svi oni koji su u radikalizaciji vjere i širenju netrpeljivosti vidjeli veliku opasnost za izoliranu Republiku Zapadnu Bosnu i konačno, za cijelu BiH i njezine građane.
Nakon potpisivanja Daytonskog mirovnog sporazuma i zakazivanja prvih poslijeratnih izbora u BiH 1996. godine, DNZBiH svoju političku aktivnost i borbu za povratak na bosanskohercegovačku političku scenu vodi iz egzila u Republici Hrvatskoj. Uz brojne prepreke, DNZBiH, pod tim imenom, uspijeva se prvo registrirati u Mostaru, a potom ispuniti sve uvjete prijave za sudjelovanje na prvim poslijeratnim izborima u BiH 1996. godine.Bez obzira na dozu razočarenja rezultatima izbora kod dijela pristalica DNZ-a, djelomično uspješan rezultat je uplašio SDA, koji, uz prethodno uhićenje člana Predsjedništva DNZBiH-a Alije Beširevića Bega, nastavlja torturu i zastrašivanje pristalica i simpatizera DNZ-a, kako bi ih odvratio od njihove političke podrške DNZ-u. U takvoj atmosferi torture i straha pristalicama DNZ-a, izabranim članovima Skupštine Unsko-sanske županije iz redova DNZ-a nije dozvoljeno preuzimanje mandata, a u Sarajevu nakon preuzimanja mandata i svih jamstava međunarodne zajednice i aktualne vlasti, pred očima javnosti na sjednici Parlamenta Federacije BiH uhićen je poslanik DNZ-a i njezin glavni tajnik mr. Ibrahim Đedović. Uz sve opstrukcije izbori u BiH 1996. godine za DNZBiH su od povijesne važnosti, jer su potvrdili definitivan povratak DNZ-a i Fikreta Abdića Babe na bosanskohercegovačku političku scenu.
Na izborima 2006. godine osvajaju šest poslaničkih mjesta u Skupštini USŽ-a, dva mjesta u Zastupničkom domu i Domu naroda Parlamenta Federacije BiH te zadržavaju status parlamentarne stranke na svim razinama, osvojivši jedno poslaničko mjesto u Zastupničkom domu Parlamentarne skupštine Bosne i Hercegovine.
Predsjednik DNZBiH-a je Admil Mulalić.